# Guilhem d'Autpol
Guilhem d'Autpol (fl....1269-1270 ...) fou un trobador occità. Se'n conserven quatre composicions.

## Vida i obra
No es tenen dades en fonts d'arxiu d'aquest autor ni tampoc se'n conserva una vida. Pel nom es pot suposar que seria originari del que avui és Hautpoul, al municipi de Masamet, al Tarn. També es pot suposar que hauria estat joglar perquè, en la pastorel·la que escriu, la pastora se li adreça amb aquest apel·latiu.
Es conserven quatre composicions d'aquest trobador: la pastorel·la esmentada, una alba religiosa, un planh per la mort de Sant Lluís, que permet datar el trobador, i una tençó fictícia amb Déu.
En la tençó Guilhem parla amb Déu, dient que l'altra nit, quan dormia, pujà al cel on Déu li retreu que els barons cristians no reclamen el seu sant sepulcre i ell li retreu que dona el poder a gent falsa i que no il·lumina els sarraïns perquè s'adonin de la seva follia. Els estudiosos suposen que el rei d'Aragó a qui adreça la tornada és Jaume I.

### Obra
- (206,1)[2] Esperansa de totz ferms esperans (alba religiosa)
- (206,2) Fortz tristors es e salvaj' a retraire (planh)
- (206,3) L'autrier a l'intrada d'abril (pastorel·la)
- (206,4) Seinhos, aujas, c'aves saber e sens (tençó fictícia)

### Repertoris
- Alfred Pillet / Henry Carstens, Bibliographie der Troubadours von Dr. Alfred Pillet […] ergänzt, weitergeführt und herausgegeben von Dr. Henry Carstens. Halle : Niemeyer, 1933 [Guilhem d'Autpol és el número PC 206]